# Althorpe
Althorpe – wieś w Anglii, w hrabstwie ceremonialnym Lincolnshire, w dystrykcie (unitary authority) North Lincolnshire. Leży 41 km na północ od Lincoln i 234 km na północ od Londynu.
W 2001 miejscowość liczyła 1752 mieszkańców. Althorpe jest wspomniana w Domesday Book (1086) jako Aletorp.